# Frank Shorter
Frank Charles Shorter, ameriški atlet, * 31. oktober 1947, München, Nemčija. 
Shorter je v svoji karieri nastopil na poletnih olimpijskih igrah v letih 1972 v Münchnu in 1976 v Montrealu. Na igrah leta 1972 je osvojil naslov olimpijskega prvaka v maratonu in peto mesto na 10000 m, leta 1972 pa naslov podprvaka v maratonu. Na panameriških igrah leta 1971 je zmagal v maratonu in na 10000 m.